# Sadleriana
Sadleriana là một chi động vật chân bụng thuộc họ Hydrobiidae. 
Chi này có các loài sau:
- Sadleriana pannonica

## Hình ảnh

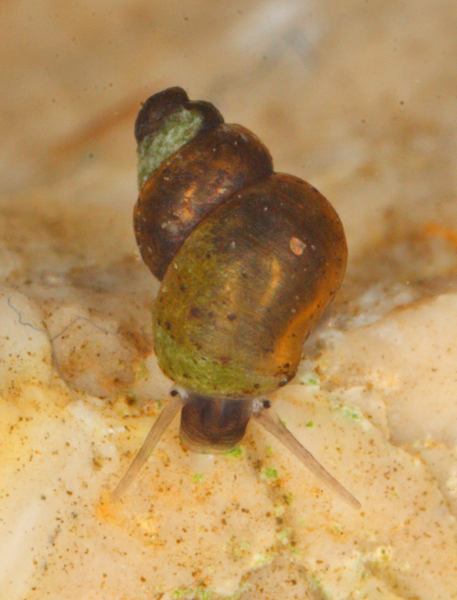
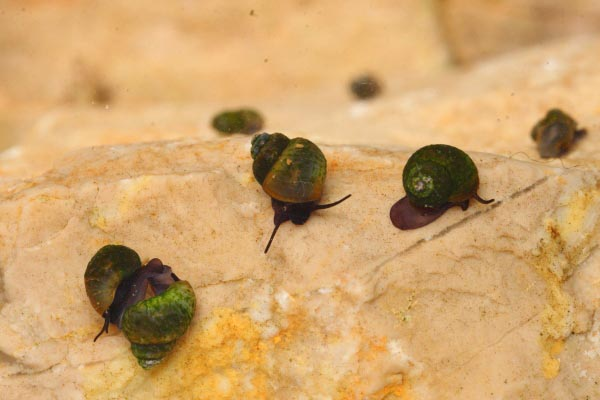
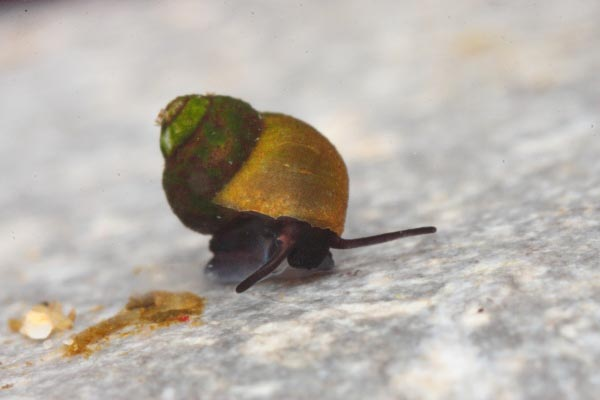
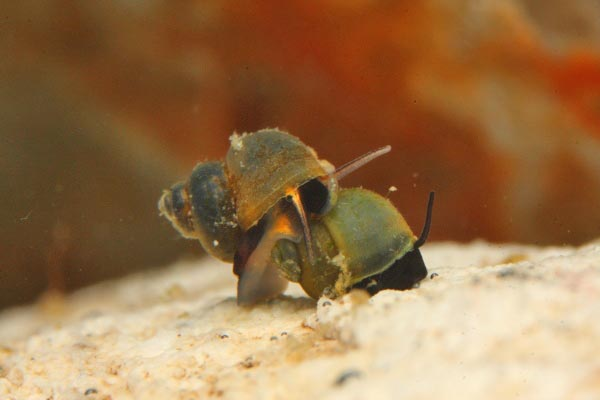